# (5496) 1973 NA
Az (5496) 1973 NA egy földközeli kisbolygó. Eleanor F. Helin fedezte fel 1973. július 4-én.